# 中の島 (札幌市)

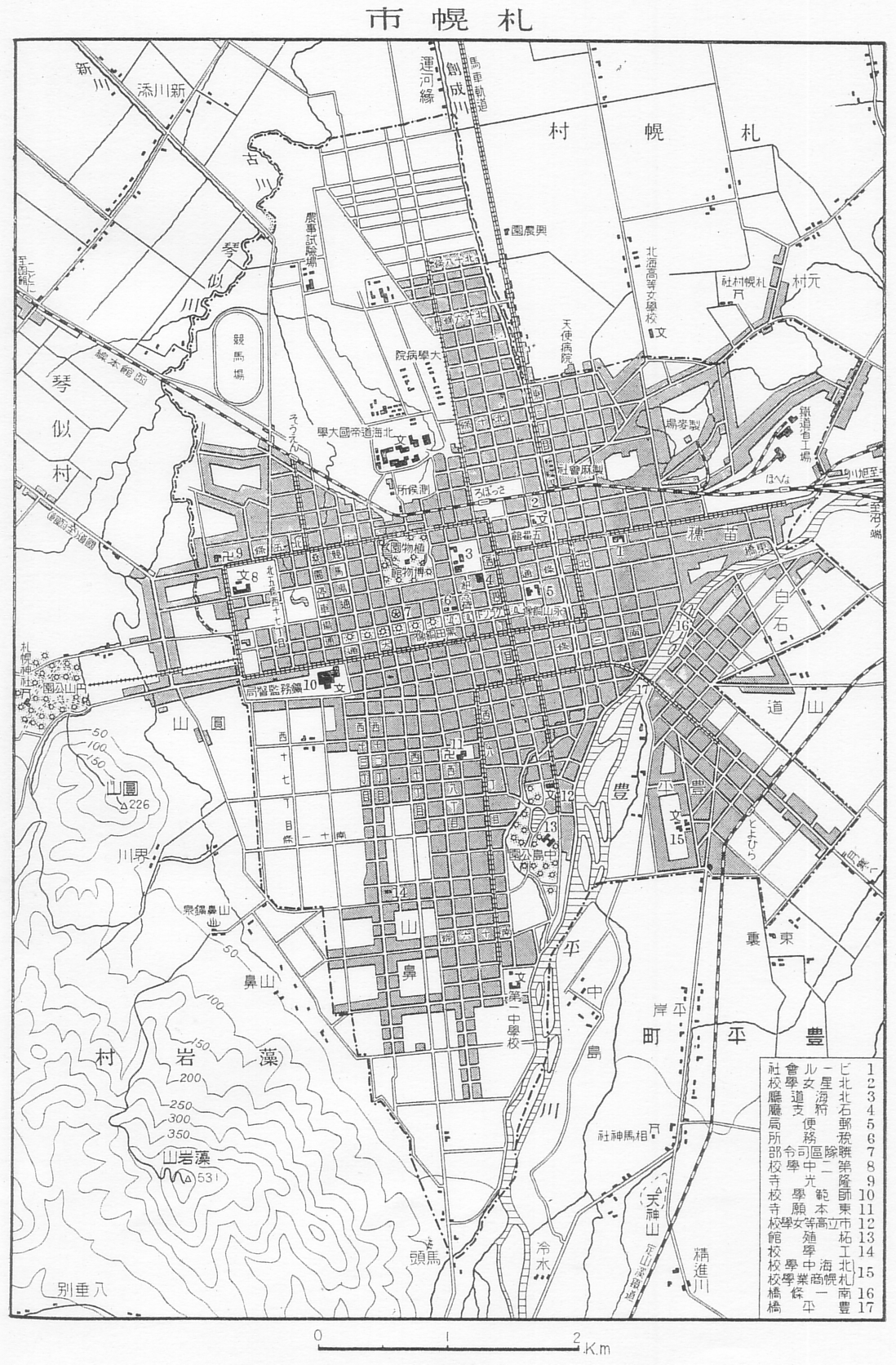
1930年の札幌市街図。画面右下に、豊平川とその分流に囲まれた中の島地区が窺える。

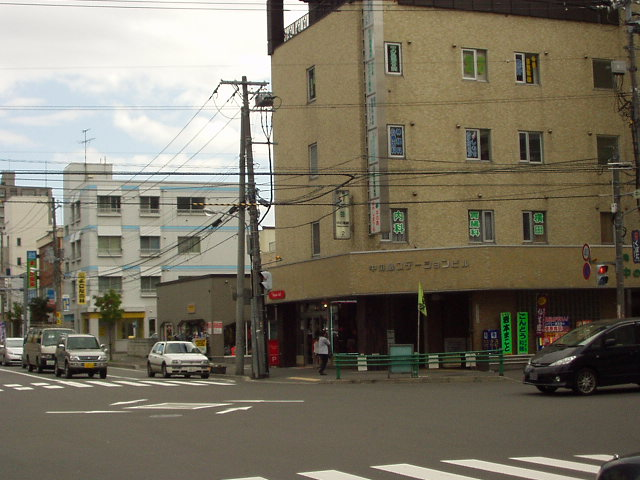
地下鉄中の島駅上にある交差点

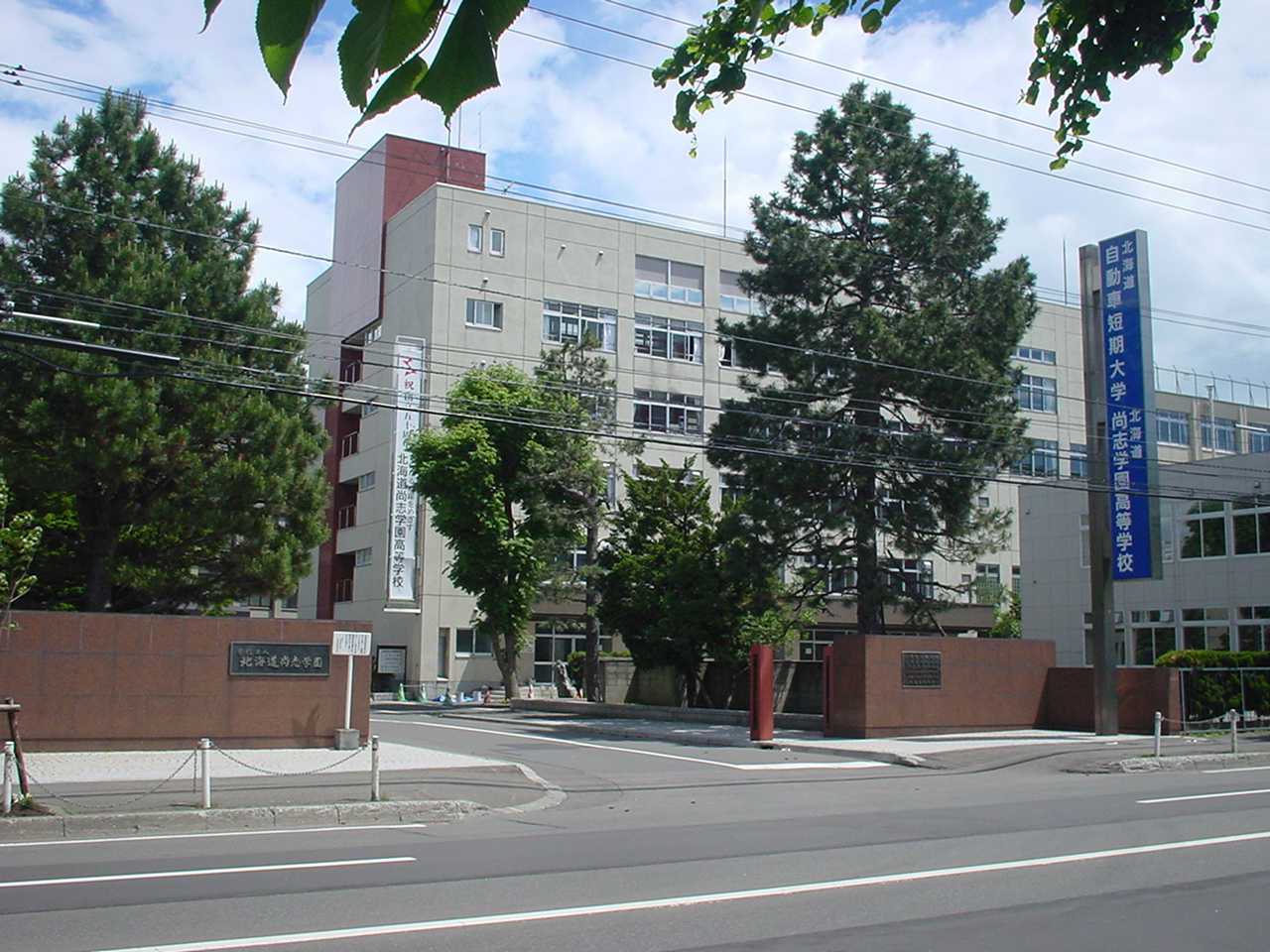
北海道尚志学園中の島キャンパス

中の島（なかのしま）は、北海道札幌市豊平区にある地名。

## 概要
町名は、豊平川とその派川（現在の精進川下流）に囲まれた、中州であることに由来する。
『中の島ブルース』（原曲は札幌ローカルのムードコーラスグループ秋庭豊とアローナイツ、後に内山田洋とクール・ファイブと競作）では、1番の歌詞として歌われている。

## 歴史
明治時代は中河原、大正時代は中島と呼ばれ、1933年（昭和8年）頃から中の島と呼ばれるようになった。
昭和時代後半には、「中の島＝ラブホテル街」と称されるほどラブホテルが乱立していたが、近年では分譲マンション建設などによりそれも減少傾向にある。

## 隣接地区
- 東：平岸
- 西：中央区
- 南：平岸、300mほど平岸を挟み南区真駒内本町と隣接する。
- 南西の角は、陸上自衛隊真駒内駐屯地（南区真駒内）と接する。

## 住所
| 町丁                   | 郵便番号 |
| ---------------------- | -------- |
| 中の島1条1丁目～14丁目 | 062-0921 |
| 中の島2条1丁目～12丁目 | 062-0922 |

## 主要道路
- 中の島通：地区内を南北に抜ける。
- 中の島通（国道453号）：平岸1条21丁目と接する。
- 豊平川通（豊平川右岸線）：豊平川を隔てて中央区と接する。
- 白石中の島通：地区内を南東から北西に抜ける。
- 環状通（北海道道89号札幌環状線）：地区内を南西から北東に抜ける。
- 白石藻岩通：地区内を南東から北西に抜ける。
- 福住桑園通：地区内を東西に抜ける。

## 河川
- 豊平川
- 精進川

## 主な施設等
- JCHO北海道病院（中の島1-8）

## 商業施設
- コープさっぽろなかのしま店（中の島1-4）
- コーチャンフォーミュンヘン大橋店（中の島1-13）
- マックスバリュエクスプレス中の島店（中の島1-1）
- サツドラ中の島店（中の島2-2）
- ツルハドラッグ中の島2条店（中の島2-9）

## 周辺
- 学校法人北海学園（旭町）
- 陸上自衛隊真駒内駐屯地（南区真駒内）
- 陸上自衛隊札幌駐屯地（中央区南26西10）
- 寒地土木研究所（平岸1-3）
- 中島公園
- 幌平橋

## 教育

### 大学・短期大学
- 私立
  - 北海道自動車短期大学（中の島2-6）

### 自動車学校
- 北海道自動車学校（中の島2-6）

### 高等学校
- 私立
  - 北海道科学大学高等学校（中の島2-6）

### 中学校
- 市立（中の島地区が学区に含まれる学校も記載）
  - 札幌市立中の島中学校（中の島2-3）
  - 札幌市立平岸中学校（平岸1-21）

### 小学校
- 市立（中の島地区が学区に含まれる学校も記載）
  - 札幌市立中の島小学校（中の島2-1）
  - 札幌市立平岸西小学校（平岸1-15）

### 幼稚園
- なかのしま幼稚園（中の島2-2）

### その他
- 札幌市中の島児童会館（中の島2-3）

## 交通機関
- 札幌市営地下鉄南北線 中の島駅（中の島2-1）
- じょうてつ[3]
- 北海道中央バス（西岡営業所）[4][5]
- 北都交通 新千歳空港連絡バス[6]